# Gonolobus sidifolius
Gonolobus sidifolius är en oleanderväxtart som beskrevs av Carl Friedrich Philipp von Martius och Gal.. Gonolobus sidifolius ingår i släktet Gonolobus och familjen oleanderväxter. Inga underarter finns listade i Catalogue of Life.